# Abbas Huseynov
Abbas İsrafil oğlu Hüseynov (Gəncə, Azerbaiyán, 13 de junio de 1995) es un futbolista azerí. Juega de defensa y su equipo es el Qarabağ F. K. de la Liga Premier de Azerbaiyán. Es internacional absoluto por la selección de Azerbaiyán desde 2018.

## Selección nacional
Debutó con la selección de Azerbaiyán el 30 de enero de 2018 ante Moldavia.

## Clubes
| Club          | País       | Año           |
| ------------- | ---------- | ------------- |
| Keshla F. K.  | Azerbaiyán | 2014-2017     |
| Qarabağ F. K. | Azerbaiyán | 2017-presente |

## Palmarés

### Títulos nacionales
| Título                     | Club          | País       | Año     |
| -------------------------- | ------------- | ---------- | ------- |
| Liga Premier de Azerbaiyán | Qarabağ F. K. | Azerbaiyán | 2017-18 |
| Liga Premier de Azerbaiyán | Qarabağ F. K. | Azerbaiyán | 2018-19 |
| Liga Premier de Azerbaiyán | Qarabağ F. K. | Azerbaiyán | 2019-20 |
| Liga Premier de Azerbaiyán | Qarabağ F. K. | Azerbaiyán | 2021-22 |
| Copa de Azerbaiyán         | Qarabağ F. K. | Azerbaiyán | 2021-22 |
| Liga Premier de Azerbaiyán | Qarabağ F. K. | Azerbaiyán | 2022-23 |
| Liga Premier de Azerbaiyán | Qarabağ F. K. | Azerbaiyán | 2023-24 |
| Copa de Azerbaiyán         | Qarabağ F. K. | Azerbaiyán | 2023-24 |
| Liga Premier de Azerbaiyán | Qarabağ F. K. | Azerbaiyán | 2024-25 |